# Antoon Claeissins

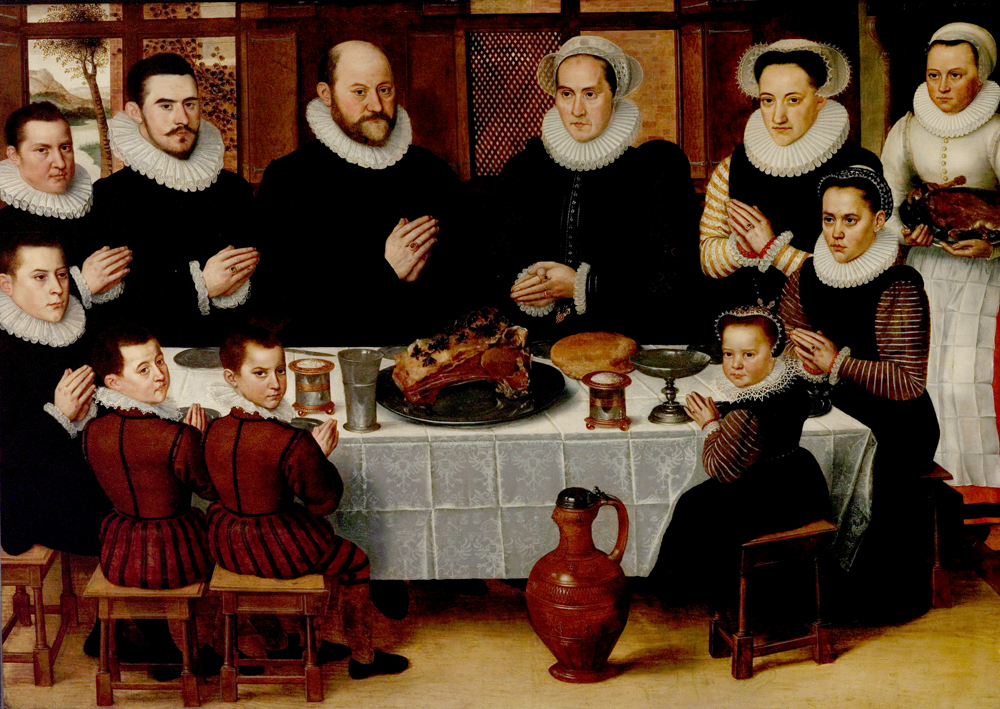
Gebed voor het eten door Antoon Claeissens

Antoon Claeissins (Brugge, 1536 - 18 januari 1613) was een Brugs kunstschilder.

## Levensloop
Antoon Claeissins behoorde tot de Claeissinsfamilie, als zoon van Pieter Claeissens de Oudere en broer van Gillis en Pieter Claeissens de Jongere.
Hij ging in de leer bij zijn vader en bij Pieter Pourbus. In 1570 werd hij als meester-schilder opgenomen in het gild van de schilders. Hetzelfde jaar werd hij schilder van de stad Brugge en bleef dit totdat in 1581 zijn broer Pieter de functie overnam. Hij werd deken van het ambacht in 1586-87, 1590-91 en 1601-02.
Zijn zoon Pieter-Antoon Claeissens was eveneens kunstschilder. Hij was deken van het gild in 1608 en overleed in 1609.

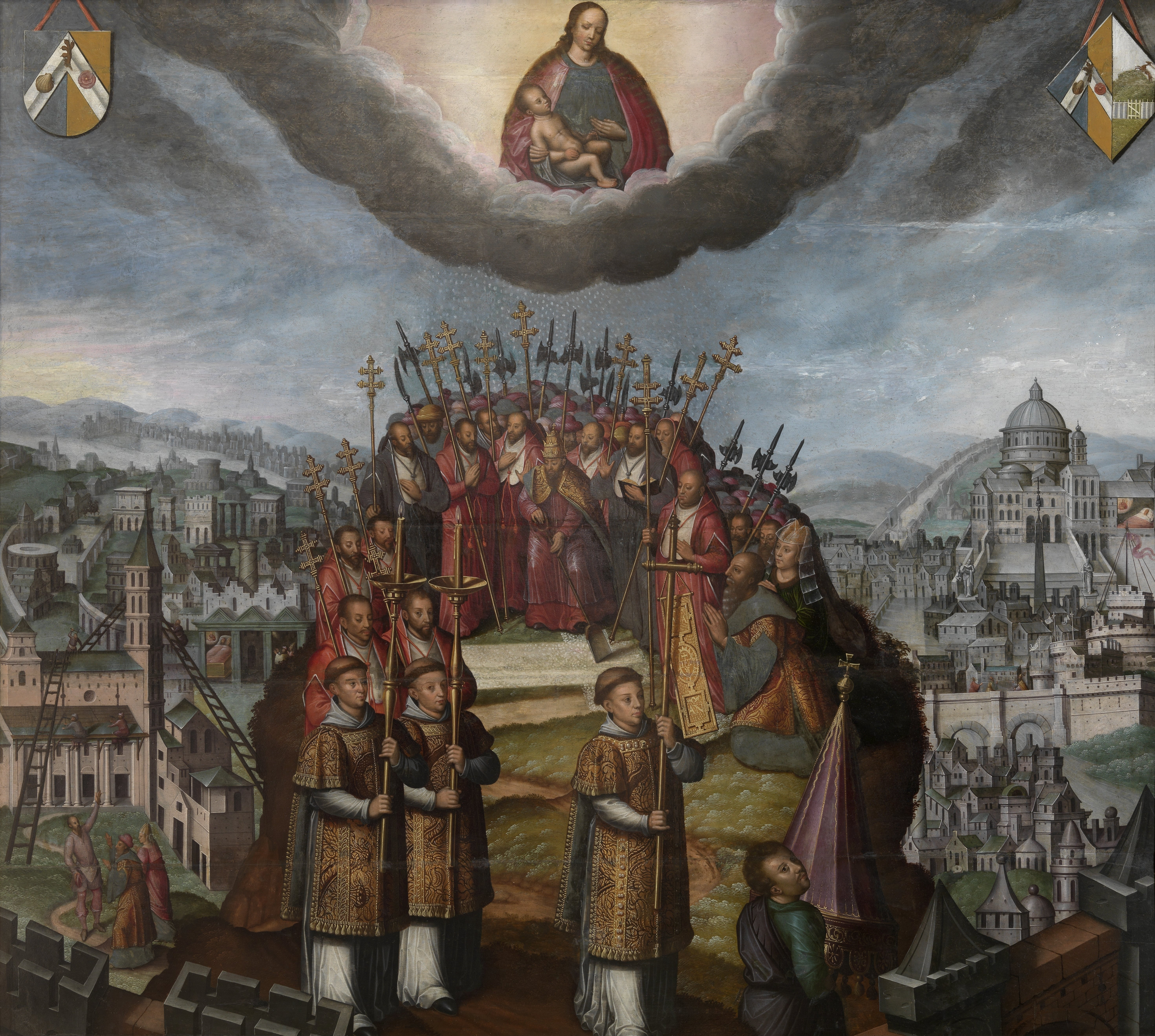
Processie van de Confrérie van Onze-Lieve-Vrouw ter Sneeuw

## Werk
- Allegorisch feestmaal met Brugse wethouders (1574, Groeningemuseum).
- Mars omringd door de kunsten en wetenschappen, triomfeert over de onwetendheid (1605, Groeningemuseum)
- De Verheerlijking van de Zeven Vrije Kunsten (Groeningemuseum)
- kruisbeeld voor de Sint-Jakobskerk
- Drieluik in de Sint-Gilliskerk
- Het Laatste Avondmaal, retabel, oorspronkelijk een drieluik met op de (verdwenen) zijluiken waarop portretten van kerkmeesters, in de Sint-Gilliskerk
- Onze-Lieve-Vrouwekerk: polychromie van het doksaal
- Onze-Lieve-Vrouwekerk: restauratie van het 'Laatste Avondmaal' van Pieter Pourbus
- Kruisafneming, een opdracht door Karel Filips de Rodoan, zesde bisschop van Brugge

## Galerie

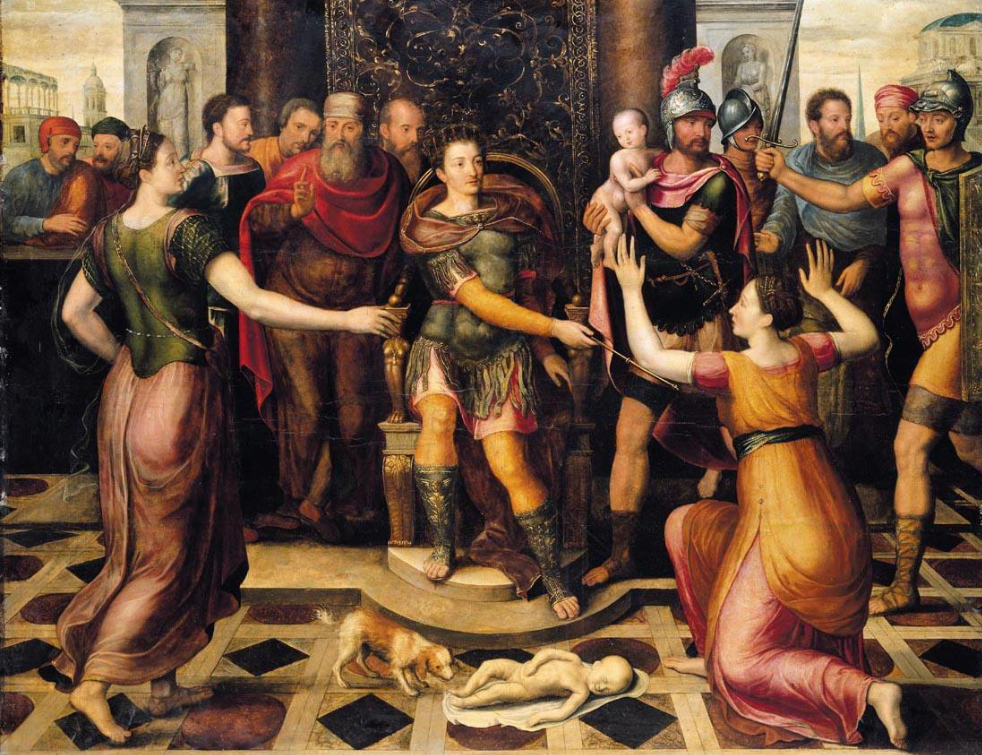
Het Oordeel van Salomon
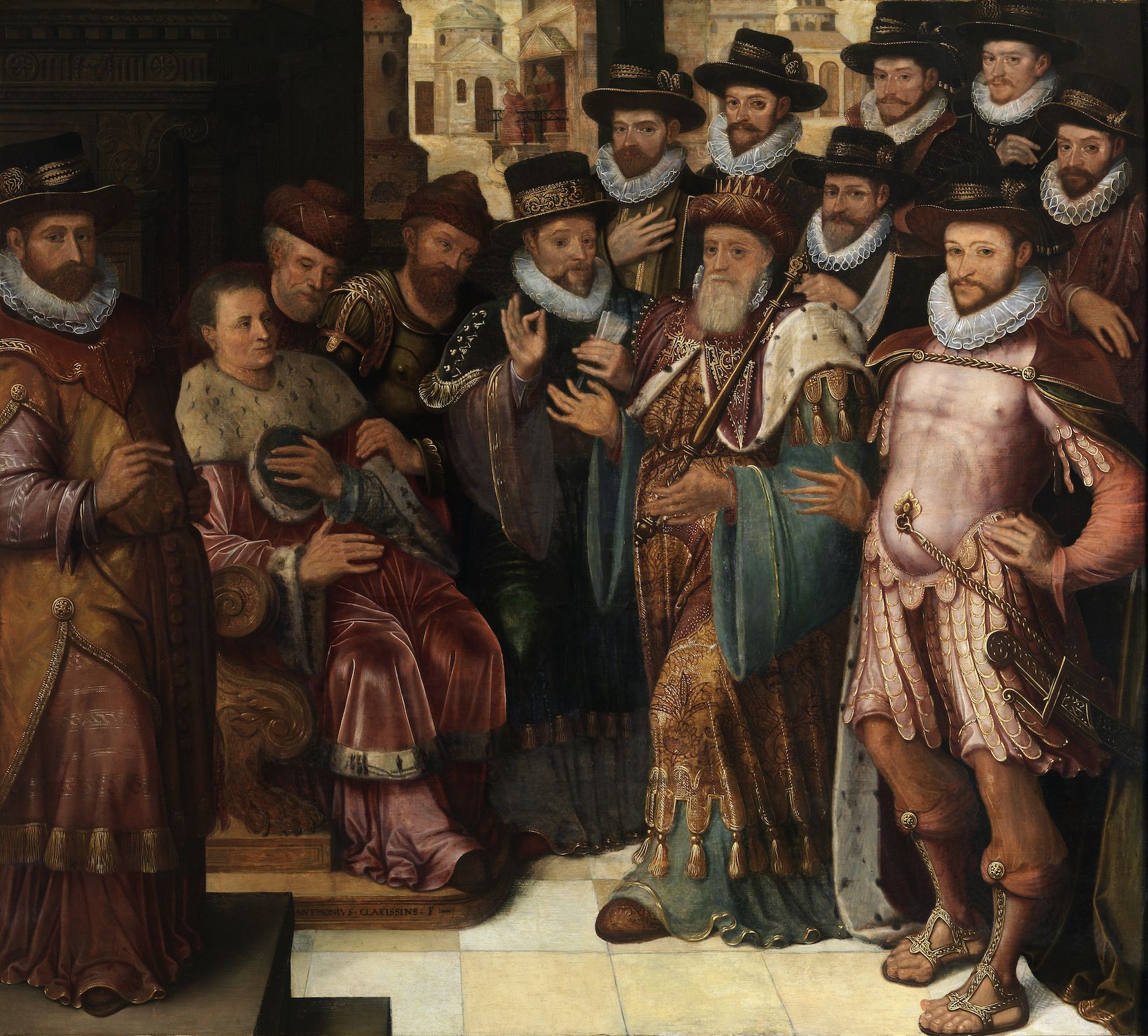
Oordeel van Cambyses, Gevangenneming van Sisamnes, ca. 1576-1600
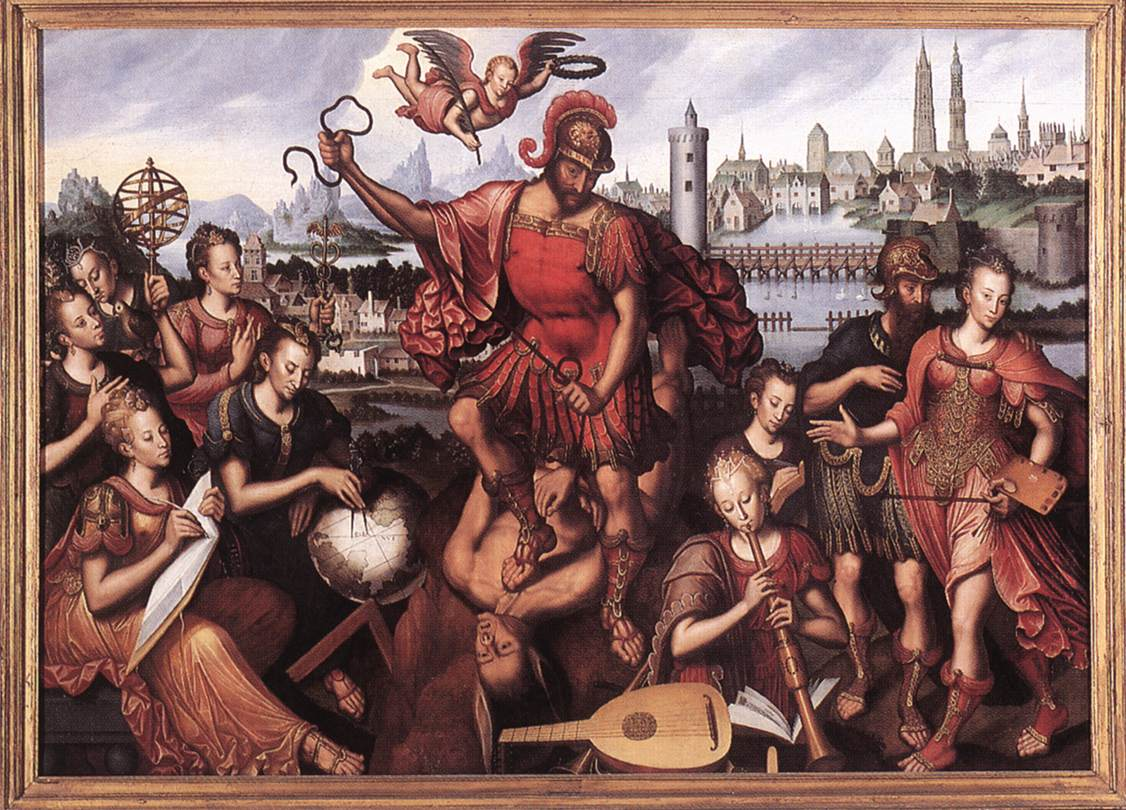
Mars overwint de Onwetendheid
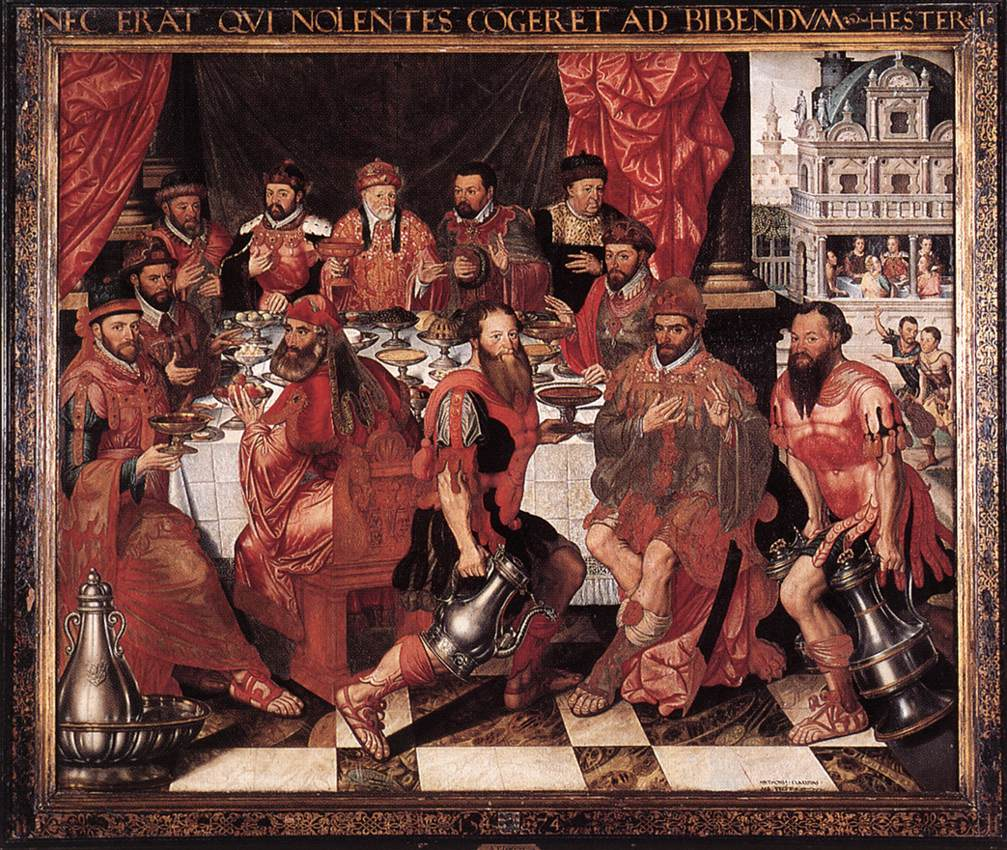
Banket van de stadsbestuurders
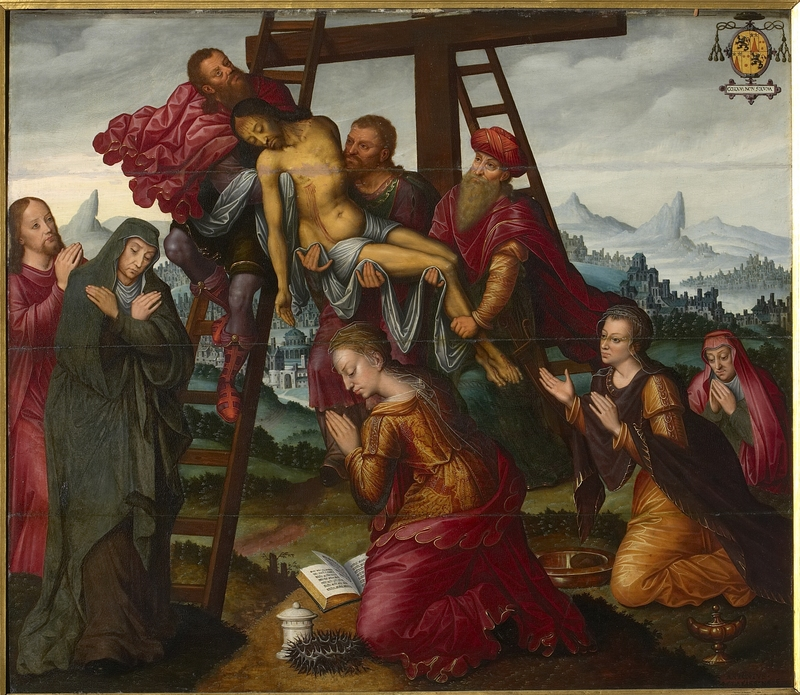
Kruisafneming
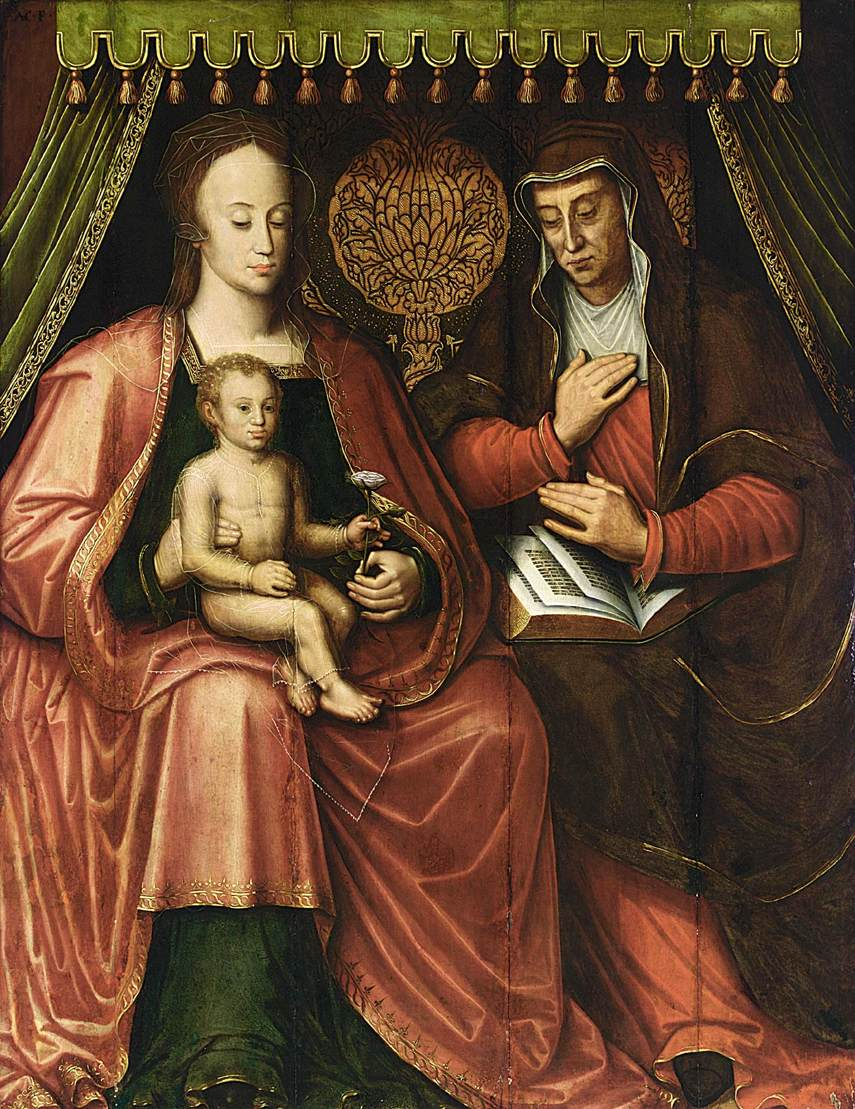
De Maagd met kind en Sint Anna
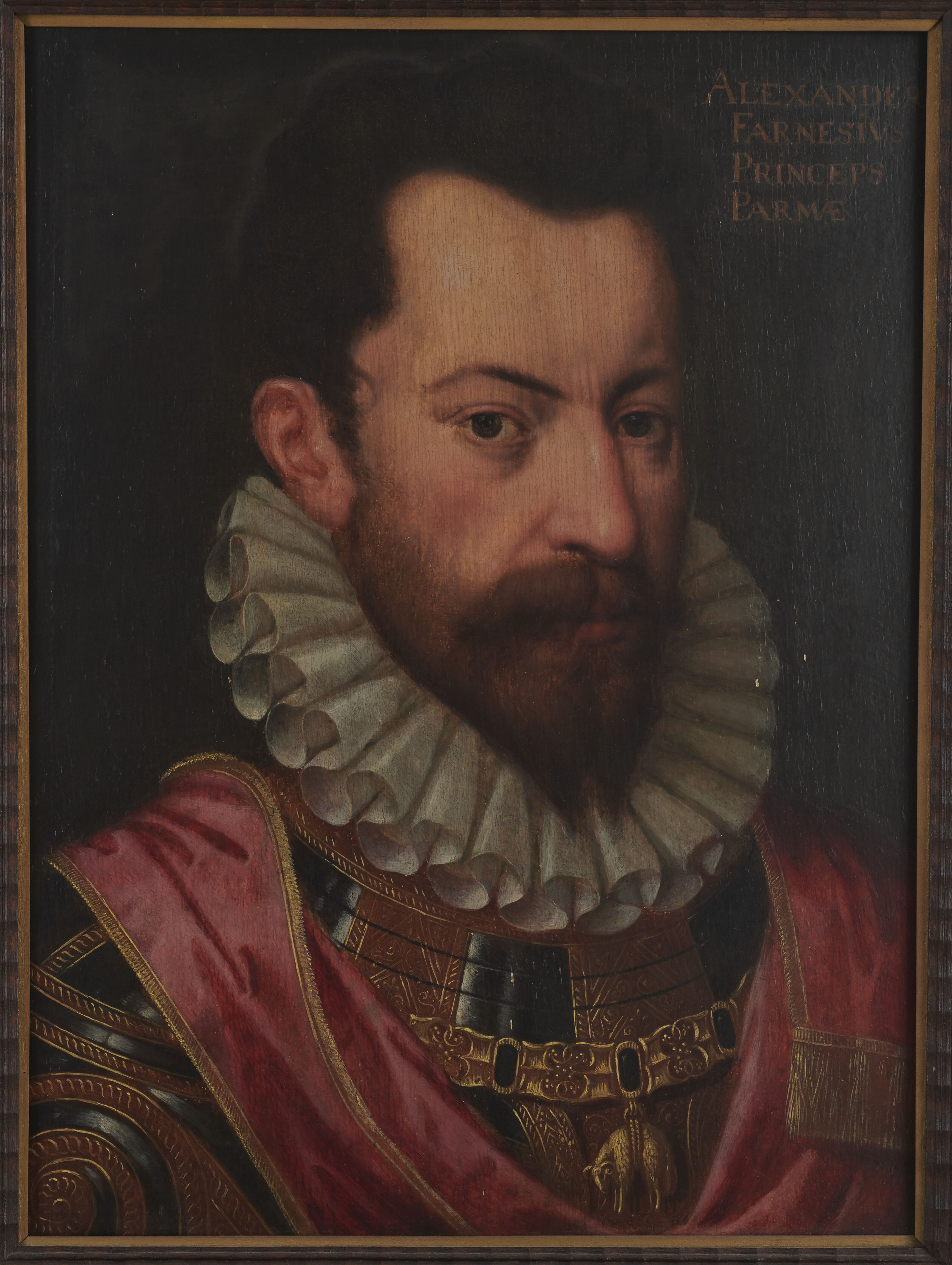
Portret van Alexander Farnese
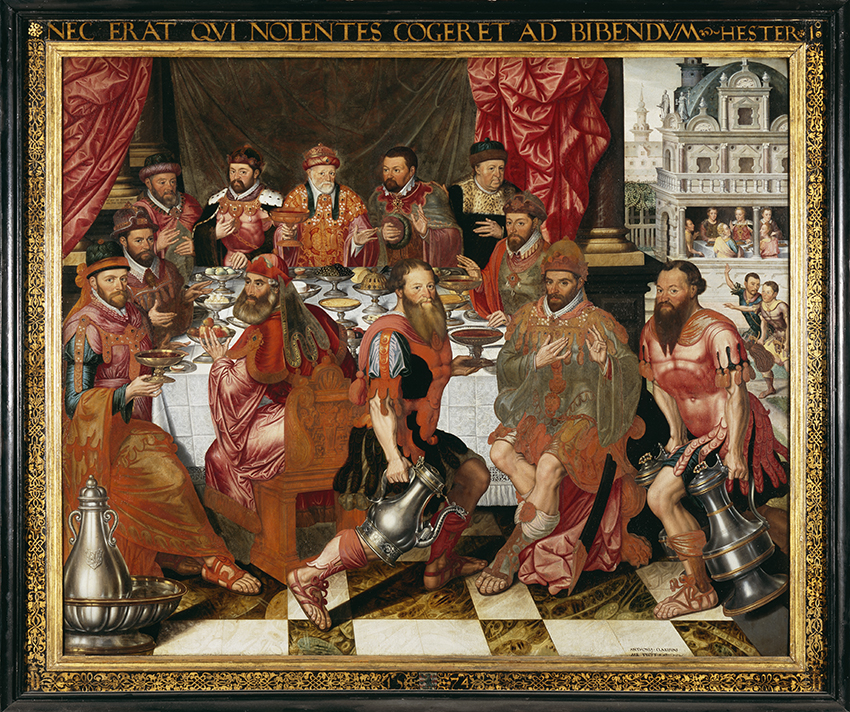
Feestmaal, 1574

- Biografisch Portaal: 90486260
- Gemeinsame Normdatei: 122313070
- International Standard Name Identifier: 0000 0000 8266 2147
- Library of Congress Control Number: no2007145507
- RKD-Nederlands Instituut voor Kunstgeschiedenis: 16954
- Union List of Artist Names: 500012881
- Virtual International Authority File: 74731463
- WorldCat: E39PBJmXJcKTvPQFv7dTwJPG73